# 第12號鋼琴奏鳴曲 (貝多芬)
降A大調第12號鋼琴奏鳴曲，作品26，是貝多芬的鋼琴奏鳴曲，於1800-01年間創作及完成，本曲與他的第1號交響曲為同期作品。作品題獻予他其中一位贊助人利赫諾夫斯基王子。原稿及首版樂譜上均標示為「大奏鳴曲」（Grande Sonata）。
全曲的演奏時間約為20-22分鐘。

## 樂曲結構
本奏鳴曲共有四個樂章，分別是：
- 第一樂章：富變化的行板（Andante con variazioni）
，是一首有主題及五段的變奏曲，其中第三變奏曲採用了七個降記號的降a小調（即主音小調）
- 第二樂章：諧謔曲，甚快板（Scherzo, allegro molto）
- 第三樂章：英雄逝世的葬禮進行曲。莊嚴的行板（Marcia funebre sulla morte d'un 'Eroe. Maestoso Andante），另一個採用了七個降記號的降a小調寫成的的樂章
- 第四樂章：快板（Allegro）

## 樂曲分析
本奏鳴曲最為人認識的是第三樂章的「葬禮進行曲」，與他後來創作的第3號交響曲有相當大的連繫性。其中附點節奏更是兩曲中共同出現的節奏，旋律結構有相近的地方：同埋採用三段體，中段採用同名大調等，然而本曲的長度遠比《第3號交響曲》為短。也因為此，後人把本奏鳴曲直接稱為「葬禮」或「葬禮進行曲」的暱稱，但這並非貝多芬的意思。此外，此樂章亦用於貝多芬的葬禮上，由他的助手塞費德把它改編予長號四重奏及男聲合唱團，因當時還採用了貝多芬的另一首長號四重奏作品《三首平均曲》。
本奏鳴曲是少有地沒有一個樂章依從奏鳴曲式格式寫成。另外，這也是貝多芬的四樂章鋼琴奏鳴曲中，首次把第二、第三樂章（慢板、諧謔曲）的次序倒調—雖然在後期的第28號及第29號也出現這樣的情況。

## 外部連結
- 波恩貝多芬之家有關《第12號鋼琴奏鳴曲》資料（德文）
- 希夫·安德拉斯談論貝多芬的《第12號鋼琴奏鳴曲》 （页面存档备份，存于）
- 貝多芬《第12號鋼琴奏鳴曲》：国际乐谱典藏计划上的乐谱
- 贝多芬《第12号钢琴奏鸣曲》创作历程的介绍及对音乐内容的评论（英文）
- 帕福利·江珀潘恩（Paavali Jumppanen）於伊莎貝拉嘉納藝術博物館內的演奏版本